# (9277) Togashi
(9277) Togashi est un astéroïde de la ceinture principale.

## Description
(9277) Togashi est un astéroïde de la ceinture principale. Il fut découvert le 9 octobre 1980 à l'Observatoire Palomar par Carolyn S. Shoemaker et Eugene M. Shoemaker. Il présente une orbite caractérisée par un demi-grand axe de 2,36 UA, une excentricité de 0,12 et une inclinaison de 7,1° par rapport à l'écliptique.

## Compléments